# O Rebu
O Rebu é uma telenovela brasileira produzida e exibida pela TV Globo de 4 de novembro de 1974 a 11 de abril de 1975, em 112 capítulos. Substituiu O Espigão e foi substituída por Gabriela, sendo a 20ª "novela das dez" exibida pela emissora.
Escrita por Bráulio Pedroso, teve direção de Walter Avancini e Jardel Mello, com supervisão de Daniel Filho. As ilustrações da abertura foram criadas pela artista plástica Marguerita Fahrer e animadas por Cyro Del Nero. Era comum na época um texto narrado durante as cenas dos próximos capítulos, a desta telenovela era: "Festa, rebu, rebuliço... crime. O rebu. A vida de cada um. A culpa de todos!".
A estreia da telenovela marcou a integração da rede nacional da TV Globo, já que na época havia atrasos na apresentação dos capítulos das novelas entre as praças como São Paulo e Rio de Janeiro: os capítulos exibidos em São Paulo geralmente haviam sido exibidos dois dias antes no Rio de Janeiro. A Rede Tupi foi a primeira emissora a uniformizar sua programação em rede nacional, a partir de 1 de julho de 1974, com a estreia da novela A Barba-Azul. Na Globo, isso aconteceria com a estreia de O Rebu em 4 de novembro de 1974.

## Sinopse
A história se passava em dois dias: no primeiro, realizava-se uma festa na casa do milionário Conrad Mahler, em homenagem à princesa italiana Olympia, e na qual ocorria um crime; no segundo, acontecia a investigação da ocorrência.
Foi dividida em três fases: o presente, com a investigação do crime; o tempo da festa; e as informações sobre cada personagem.
No capítulo 50, a vítima foi revelada, era Sílvia, assassinada por Conrad Mahler por ciúmes de Cauê, rapaz que vivia sob proteção do banqueiro, em uma relação que insinuava homossexualidade. A identidade do assassino só foi revelada no último capítulo.

## Elenco
| Ator/Atriz             | Personagem                           |
| ---------------------- | ------------------------------------ |
| Ziembinski             | Conrad Mahler                        |
| Buza Ferraz            | Cauê                                 |
| Bete Mendes            | Sílvia                               |
| Lima Duarte            | Boneco                               |
| Tereza Rachel          | Lupe Garcez                          |
| Yara Côrtes            | Maria Angélica de Lara Campos (Bubu) |
| Mauro Mendonça         | Álvaro Rezende                       |
| Isabel Ribeiro         | Glorinha Rezende                     |
| José Lewgoy            | Carlos Braga Vidigal                 |
| Arlete Salles          | Lídia Braga Vidigal                  |
| Carlos Vereza          | Laio Martins                         |
| Maria Cláudia          | Helena Martins                       |
| Regina Vianna          | Roberta Menezes                      |
| Isabel Teresa          | Ana Lúcia                            |
| Felipe Wagner          | Dr. Davi Menezes                     |
| Ivan Setta             | Morel                                |
| Lajar Muzuris          | Fininho                              |
| Selma Lopes            | Maria                                |
| Rodrigo Santiago       | Kiko                                 |
| Maria Helena Velasco   | Lindona (Eurides)                    |
| Edson França           | Delegado Xavier                      |
| Marília Branco         | Princesa Olimpia Buoncompagni        |
| Ruth de Souza          | Lurdes                               |
| Haroldo de Oliveira    | Astorige                             |
| Clementino Kelé        | Nilo                                 |
| Antonio Ganzarolli     | Lucas                                |
| Cláudio Ayres da Motta | Wilson                               |
| Jorge Gomes            | Rudy                                 |
| Wilton Pontes Eloy     | Dida                                 |
| Caio Mourão            | Ele mesmo                            |
| Marie Claude           | Françoise                            |
| Sílvia Sangirardi      | Mira                                 |
| Fernanda de Jesus      | Betinha                              |
| Élcio Romar            | Alexandre                            |
| Alfredo Murphy         | Olegário                             |
| Ademar Ferreira        | Garçom na festa                      |
| Dalmo Perez            | Garçom na festa                      |
| Gina Teixeira          | Empregada de Mahler                  |
| Jacira Alves           | Empregada de Mahler                  |
| Jacy de Azevedo        | Garçom na festa                      |
| Jacyra Silva           | Amante de Boneco                     |
| João Vieitas           | Garçom na festa                      |
| Júlio Carrera          | Filho de Boneco e Eurides            |
| Paulo César Oliveira   | Ele mesmo                            |
| Talita Miranda         | Dona da pensão                       |
| Yuri Gusmão            | Filho de Boneco e Eurides            |

## Produção

### Roteiro
"(...) O Rebu, um rompimento com a linearidade temporal, uma tentativa de aproximação com a metalinguagem. A proposta me satisfazia porque era a de mostrar, através de um veículo que leva meses para dizer alguma coisa, uma história que se passava num dia só. Por outro lado, em termos de continuidade, tinha a inovação de ser contada em vários tempos narrativos.

—"Bráulio Pedroso, Audácia Inovadora", Renato Sérgio, Imprensa Oficial do Estado de São Paulo, 2011.
O Rebu, cujo significado é "rebuliço", "confusão", era uma referência à expressão criada por Ibrahim Sued em sua famosa coluna social na época, para designar "festa", um diminutivo para o palavrão "rebuceteio", ou um aglomerado de mulheres bonitas. Tratava-se de uma novela policial que entraria para a história da teledramaturgia brasileira ao situar a sua trama em apenas 24 horas, onde não perdurava apenas a indagação "quem matou?", mas também "quem morreu?". A primeira cena da trama era semelhante ao filme Crepúsculo dos Deuses, dirigido por Billy Wilder em 1950. Assim como no filme, um cadáver aparece boiando numa piscina e, daí por diante, toda a trama se desenrola de forma a elucidar o mistério de sua morte. Ao longo da novela, o público só saberia que houve um crime durante a cerimônia, apenas viam um corpo boiando na piscina, sem saberem a identificação do sexo, de quem havia cometido e a razão do crime. A suspeita inicial era a de que o corpo de bruços na piscina era de um homem, mas a confusão aumentou quando mulheres brincaram de cortar os cabelos, colocando roupas masculinas. Pistas formando um quebra-cabeça eram deixadas pelo autor. No capítulo 50, a vítima foi revelada numa tomada submarina na piscina, era Sílvia, e o responsável era o criminoso Boneco. Para despistar a imprensa, também foram gravadas opções com os personagens Cauê, Kico, Lupe, e Helena. A personagem Sílvia era interpretada por Bete Mendes, que havia sofrido um acidente de carro meses antes da novela e estava usando os cabelos muito curtos, fazendo com que a figurinista Marília Carneiro desenhasse cabelos ainda mais curtos como de um rapaz, o que faria que o visual fosse copiado por outras mulheres no Brasil.
Foi a primeira vez que a homossexualidade foi abordada em uma telenovela brasileira, através dos personagens Cauê e Conrad Mahler, interpretados pelos atores Buza Ferraz e Ziembinski, respectivamente. A censura no Brasil exigia que o garotão Cauê fosse mostrado como filho adotivo do velho Conrad Mahler, apesar de as atitudes dos personagens mostrarem de forma velada a relação.

### Figurino e caracterização
Entre externas e estúdio, foram feitas 266 cenas apenas nos seus dez primeiros capítulos. Uma das grandes dificuldades encontradas pela produção do figurino foi o fato de ser uma novela a cores, ainda recente na televisão no Brasil, o que implicava em uma série de truques para alcançar o efeito desejado no vídeo. Durante um mês, duzentos funcionários trabalharam na construção da Mansão Mahler, sob a supervisão de Mário Monteiro e Gilberto Vigna, que ocupava uma área de trezentos metros quadrados, e tinha dois andares medindo seis metros de altura. As consultoras de arte Tiza Oliveira e Lila Bertazzi orientavam produção e elenco em relação à etiqueta, elas podiam interromper as cenas para corrigir e explicar as falas, como por exemplo, que os ricos não dizem coisas como “por obséquio”, mas “por favor”, o que desagradava os atores. Fora da produção, o trabalho das consultoras de arte foi questionada por colunistas sociais O trabalho de Tiza Oliveira e Lila Bertazzi chegou a ser questionado por colunistas sociais, Zózimo Barroso do Amaral escreveu no Jornal do Brasil sobre os convites da novela, que eram enviados pelo correio, algo incomum que, segundo o jornalista, numa grande festa como a da novela, deveriam ter sido entregues em mãos. As consultoras responderam que os convites haviam sido entregues em domicílio,e que ele havia confundido o brasão de Mahler, gravado no envelope, com um selo postal. Ibrahim Sued, de O Globo, observou que em uma festa da alta sociedade os convidados não apresentavam o convite na porta. O único personagem que apresentara convite havia sido o criminoso Boneco, justamente um impostor que roubara o convite de outro convidado. As consultoras também foram questionadas sobre o fato de as velas apagadas nos candelabros da Mansão Mahler permanecerem apagadas, elas responderam que "cada gravação dura quase cinco horas. Não há vela que aguente!".

### Bastidores
Intérprete de Conrad Mahler, o ator Ziembinski era diretor de teatro e televisão, dando palpites de iluminação ao diretor Walter Avancini, segundo o ator Carlos Vereza, que fazia o papel de Laio. Ziembinski, que era polonês, pedia a um amigo que lesse o script para ele, enquanto anotava os momentos em que os olhos do interlocutor brilhavam para depois reproduzi-los em cena. Este era um método que Ziembinski contou para seu colega Lima Duarte como uma forma de extrair as emoções da língua portuguesa que ele julgava que só um brasileiro saberia exprimir.
A estrutura narrativa de O Rebu, lembra Arlete Salles, intérprete de Lídia, exigia um esforço extra do elenco em relação à continuidade da novela. Se uma cena era gravada do lado esquerdo do cenário e a seguinte era para ser feita no lado direito, os atores da primeira cena tinham que se posicionar como figurantes da próxima. O ator Mauro Mendonça também se lembra do cuidado extremado com a continuidade das cenas. O figurino usado também era o mesmo durante meses.
O personagem Carlos Braga era feito por José Lewgoy, que contou ao Memória Globo que a naturalidade das cenas era tanta, que chegava a esquecer que estava representando, o que fazia ser repreendido pelo diretor Walter Avancini. O fato de a novela ter idas e voltas na ordem cronológica, que era dividida em três fases: o presente, com a investigação do crime; o tempo da festa; e as informações sobre cada personagem, davam ao autor, Bráulio Pedroso, o triplo de trabalho para escrever a trama. Para dar sentido à história, antes de reescrever as cenas, ele tinha que rever os teipes para lembrar de que modo elas haviam ido ao ar. Diferentes pontos de vista eram explorados na trama.
A história da novela acontecia durante uma festa com música ao vivo. Algumas vezes, porém, o músico Paulo César Oliveira não era escalado para as cenas, e com isso o piano acabava tocando sozinho. O caso do "pianista fantasma" acabou virando piada no humorístico Satiricom, programa da Globo.
O Rebu foi a estreia das atrizes Bete Mendes, Tereza Rachel e Isabel Ribeiro na Globo. A personagem Olympia Boncompagni, a princesa italiana convidada para o jantar na Mansão dos Mahler, vivida por Marília Branco, foi batizada com um dos sobrenomes mais ilustres da Itália, os Buoncompagni, que existiram de verdade. Foram príncipes de Piombino e tinham, entre seus parentes, o papa Gregório XIII. Uma princesa da família já havia visitado o Brasil na década de 1940.

### Estado de conservação
A maioria dos capítulos de O Rebu se perderam devido a um incêndio ocorrido nos estúdios da TV Globo no Rio de Janeiro em 1976, restando apenas o primeiro e o 92º capítulo, bem como fotos de bastidores e chamadas de estreia.

## Exibição

### Outras mídias
Foi disponibilizada no Globoplay em 22 de janeiro de 2024, através do Projeto Fragmentos, que visa resgatar obras incompletas cujos capítulos foram perdidos em incêndios ou no processo de substituição de mídias físicas por questões econômicas. Os dois capítulos restantes da obra foram postados na plataforma.

## Trilha sonora

### Nacional
A maior parte da trilha sonora da novela é assinada por Raul Seixas e Paulo Coelho, tanto que o LP da mesma também faz parte da discografia oficial do cantor. A trilha sonora virou cult, com músicas compostas especialmente pela dupla e não encontradas em outros álbuns do cantor. Uma das músicas compostas por Raul Seixas para a trilha sonora, Gospel, foi proibida pela Censura no Brasil, que não aprovou a letra da canção. Mesmo assim, a música entrou na novela, com os versos modificados.
1. "Como Vovó já Dizia" - Raul Seixas
2. "Porque" - Sônia Santos
3. "Planos de Papel" - Alcione
4. "Catherine" - Orquestra Som Livre
5. "Murungando" - Betinho
6. "O Rebu" - Orquestra Som Livre
7. "Salve a Mocidade" - Elza Soares
8. "Um Som Para Laio" - Raul Seixas
9. "Se o Rádio Não Toca" - Fábio
10. "Água Viva" - Raul Seixas
11. "Tema Dançante" - Orquestra Som Livre
12. "Vida a Prestação" - Trama
13. "Senha" - Orquestra Som Livre
14. "Trambique" - João Roberto Kelly

- Músicas: Raul Seixas e Paulo Coelho
- Coordenação geral: João Araújo
- Produção musical: Guto Graça Mello e Mazzola
- Arranjos: Guto Graça Mello

### Internacional
1. "Le Premier Pas" - Claude-Michel Schönberg
2. "The Bitch Is Back" - Elton John
3. "Sweet Was My Rose" - Velvet Glove
4. "Working In The Hacienda" - Daniel Santacruz Ensemble
5. "Anima Mia" - I Cugini Di Campagna
6. "I Wanted You" - Hudson Ford
7. "Sticks And Stones" - Moon Williams
8. "Make It Easy On Yourself" - Oscar Toney Jr.
9. "Party Freaks (Melô da Noturna)" - Miami
10. "You Are a Song" - Jim Weatherly
11. "Goodbye Is Just Another Word" - Lobo
12. "Swanee" - Al Morrison
13. "The Trouble With Hello Is Goodbye" - Sérgio Mendes e Brazil '77
14. "Bird Of Beauty" - Stevie Wonder

### Compacto com duas músicas da trilha nacional no álbum de estúdio
1. "Um Som Para Laio" - Raul Seixas
2. "Como Vovó já Dizia" - Raul Seixas
3. "The Hostage Escapes" - Roy Budd and His Orchestra (tema de suspense)

## Remakes
Em 2010, o autor Carlos Lombardi entregou o projeto de uma minissérie baseada na novela, porém não foi aprovado pela direção da TV Globo. A novela ganhou um remake em 2014, na faixa de telenovelas das 23h, com Patricia Pillar, Sophie Charlotte, Tony Ramos, Daniel de Oliveira, entre outros no elenco.